# Паризьке
Пари́зьке — село в Україні, у Біляївській селищній громаді Лозівського району Харківської області. Населення становить 95 осіб .

## Географія
Село розташоване за 4 км від міста Златопіль, між річками Берека та Орілька (4 км). Через село пролягають автошлях територіального значення Т 2107 та залізниця, зупинний пункт Паризьке. До села примикає невеликий лісовий масив.

## Історія
Село засноване 1850 року. З 1965 року перебувало в складі Первомайського району Харківської області.
12 червня 2020 рок, відповідно до розпорядження Кабінету Міністрів України № 725-р «Про визначення адміністративних центрів та затвердження територій територіальних громад Харківської області», село увійшло до складу Біляївської селищної громади.
19 липня 2020 року, в результаті адміністративно-територіальної реформи та ліквідації Первомайського району, село увійшло до складу новоутвореного Лозівського району.

## Населення

### Мова
Розподіл населення за рідною мовою за даними :
| Мова       | Кількість | Відсоток |
| ---------- | --------- | -------- |
| українська | 87        | 91,58 %  |
| російська  | 7         | 7,37 %   |
| білоруська | 1         | 1,05 %   |
| Всього     | 95        | 100%     |

## Ентомологічний заказник
Поруч із селом знаходиться Парижанський заказник — ентомологічний заказник місцевого значення.